# Мікаела Коел
Мікаела Евураба Боакі-Коллінзон (англ. Michaela Ewuraba Boakye-Collinson; нар.1 жовтня 1987, Лондон, Велика Британія), професійно знана як Мікаела Коел (англ. Michaela Coel) — британська акторка, сценаристка, режисерка, продюсерка та співачка. Найбільш знана створенням та виконанням головних ролей в ситкомі телеканалу E4 «Жувальна гумка» (2015–2017), за який отримала Премію БАФТА у телебаченні за найкращу жіночу комедійну роль, та комедійно-драматичному серіалі BBC One / HBO «Я можу знищити тебе» (2020).

## Життєпис
Мікаела народилася в Лондоні, де виросла в Гекні та Тауер-Гамлетс разом з матір'ю та сестрою. У 2006 як Michaela The Poet почала брати участь в поетичних відкритих мікрофонах та виступала на багатьох сценах, включаючи «Арену Уемблі».
У 2007-2009 роках вивчала теологію та англійську літературу в Бірмінгемському університеті. У 2009 перевелася до Школи музики та драми Гілдхолла, яку закінчила у 2012. Її випускним проєктом була п'єса «Chewing Gum Dreams» (мрії жувальної гумки), моноспектакль про 14-річну дівчинку Трейсі, роль якої виконувала Коел. Вистава була інсценована в декількох театрах Великої Британії до 2014 року в Королівському національному театрі в Лондоні.
Коел адаптувала свою п'єсу для британського телеканалу E4, де серіал вийшов із назвою «Жувальна гумка», з Коел у головній ролі. Серіал мав позитивне критичне прийняття, і 2016 року Коел отримала премію BAFTA за найкращу жіночу гру у комедії. 2017 року вийшов другий сезон серіалу.
Коел стала авторкою, сценаристкою, продюсеркою, співрежисеркою та виконавицею головної ролі напівавтобіографічного комедійно-драматичного серіалу «Я можу знищити тебе», що вийшов на BBC One у Великій Британії та HBO в США в червні 2020 року та отримав широке визнання.

## Вибрана фільмографія
| Рік       |   | Назва                           | Оригінальна назва              | Роль                   | Примітки                                                    |
| --------- | - | ------------------------------- | ------------------------------ | ---------------------- | ----------------------------------------------------------- |
| 2011      | с | Ватажок                         | Top Boy                        | Кейла                  | 2 епізоди                                                   |
| 2014      | ф | Монстри 2: Темний континент     | Monsters: Dark Continent       | Келлі                  |                                                             |
| 2015      | с | Лондонський шпигун              | London Spy                     | Журналістка            | Епізод: «Незнайомці»                                        |
| 2015–2017 | с | Жувальна гумка                  | Chewing Gum                    | Трейсі Гордон          | 12 серій; також творець, письменник, продюсер та композитор |
| 2016–2017 | с | Чорне дзеркало                  | Black Mirror                   | Стюардеса авіакомпанії | Епізод: «Nosedive»                                          |
| 2016–2017 | с | Чорне дзеркало                  | Black Mirror                   | Шанія Лоурі            | Епізод: «USS Callister»                                     |
| 2017      | ф | Зоряні війни: Останні джедаї    | Star Wars: The Last Jedi       | Монітор опору          |                                                             |
| 2018      | с | Чорна земля піднімається        | Black Earth Rising             | Кейт Ешбі              | 8 серій                                                     |
| 2020      | с | Я можу знищити тебе             | I May Destroy You              | Арабелла Ессіду        | 12 серій; також творець, сценарист, режисер і продюсер      |
| 2022      | ф | Чорна пантера: Ваканда назавжди | Black Panther: Wakanda Forever | Анека                  |                                                             |

## Дискографія
- MAY the 22ND (2007, мініальбом)[11]
- Fixing Barbie (2009)[11]
- We're the Losers (2011)[12]

## Твори та публікації
Michaela Coel. Chewing Gum Dreams. — UK. — London : Oberon Books Ltd, 2013. — ISBN 978-1-783-19014-0.